# Liste der Biografien/Hart
Liste der Biografien |
Portal Biografien |
Personensuche
# |
A |
B |
C |
D |
E |
F |
G |
H |
I |
J |
K |
L |
M |
N |
O |
P |
Q |
R |
S |
T |
U |
V |
W |
X |
Y |
Z |
?
 
Ha |
Hd |
He |
Hi |
Hj |
Hk |
Hl |
Hm |
Hn |
Ho |
Hr |
Hs |
Ht |
Hu |
Hv |
Hw |
Hy
 
Haa |
Hab |
Hac |
Had |
Hae–Haf |
Hag |
Hah |
Hai |
Haj |
Hak |
Hal |
Ham |
Han |
Hao |
Hap |
Haq |
Har |
Has |
Hat |
Hau |
Hav |
Haw |
Hax |
Hay |
Haz
 
Hara |
Harb |
Harc |
Hard |
Hare |
Harf |
Harg |
Harh |
Hari |
Harj |
Hark |
Harl |
Harm |
Harn |
Haro |
Harp |
Harr |
Hars |
Hart |
Haru |
Harv |
Harw |
Harx |
Hary |
Harz
 
Harta |
Hartb |
Hartd |
Harte |
Hartf |
Hartg |
Harth |
Harti |
Hartj |
Hartk |
Hartl |
Hartm |
Hartn |
Harto |
Hartr |
Harts |
Hartt |
Hartu |
Hartv |
Hartw |
Harty |
Hartz
Die Liste der Biografien führt alle Personen auf, die in der deutschsprachigen Wikipedia einen Artikel haben. Dieses ist eine Teilliste mit 187 Einträgen von Personen, deren Namen mit den Buchstaben „Hart“ beginnt.

## Hart
- Hart Nibbrig, Christiaan L. (* 1944), Schweizer Literaturwissenschaftler
- Hart Nibbrig, Ferdinand (1866–1915), niederländischer Landschafts- und Genremaler
- Hart, Aaron (1670–1756), erster Großrabbiner des Vereinigten Königreichs
- Hart, Abraham van der (1747–1820), niederländischer Architekt
- Hart, Aiysha (* 1990), britische Schauspielerin
- Hart, Albert Bushnell (1854–1943), US-amerikanischer Historiker und Politikwissenschaftler
- Hart, Alfred (1887–1954), kanadischer Pädiater und Pionier der Blutaustauschtransfusion bei Kindern mit Morbus haemolyticus neonatorum
- Hart, Alice (1848–1931), englisch-britische Apothekerin, Medizinerin, Philantropin, Designerin und Geschäftsfrau
- Hart, Alphonso (1830–1910), US-amerikanischer Politiker
- Hart, Alvin Youngblood (* 1963), US-amerikanischer Blues-Musiker
- Hart, Angelika (* 1965), deutsche Schauspielerin
- Hart, Anton (1914–2004), sudetendeutscher Unternehmer und Ingenieur
- Hart, Antonio (* 1968), US-amerikanischer Jazzaltsaxophonist
- Hart, Archibald C. (1873–1935), US-amerikanischer Politiker
- Hart, Armando (1930–2017), kubanischer Revolutionär und Politiker
- Hart, Beth (* 1972), US-amerikanische Rockmusikerin und Sängerin
- Hart, Billy (* 1940), US-amerikanischer Jazzschlagzeuger
- Hart, Bobby (* 1939), amerikanischer Pop-Musiker und Songwriter
- Hart, Bret (* 1957), kanadischer Wrestler und SchauspielerBret Hart (* 1957)

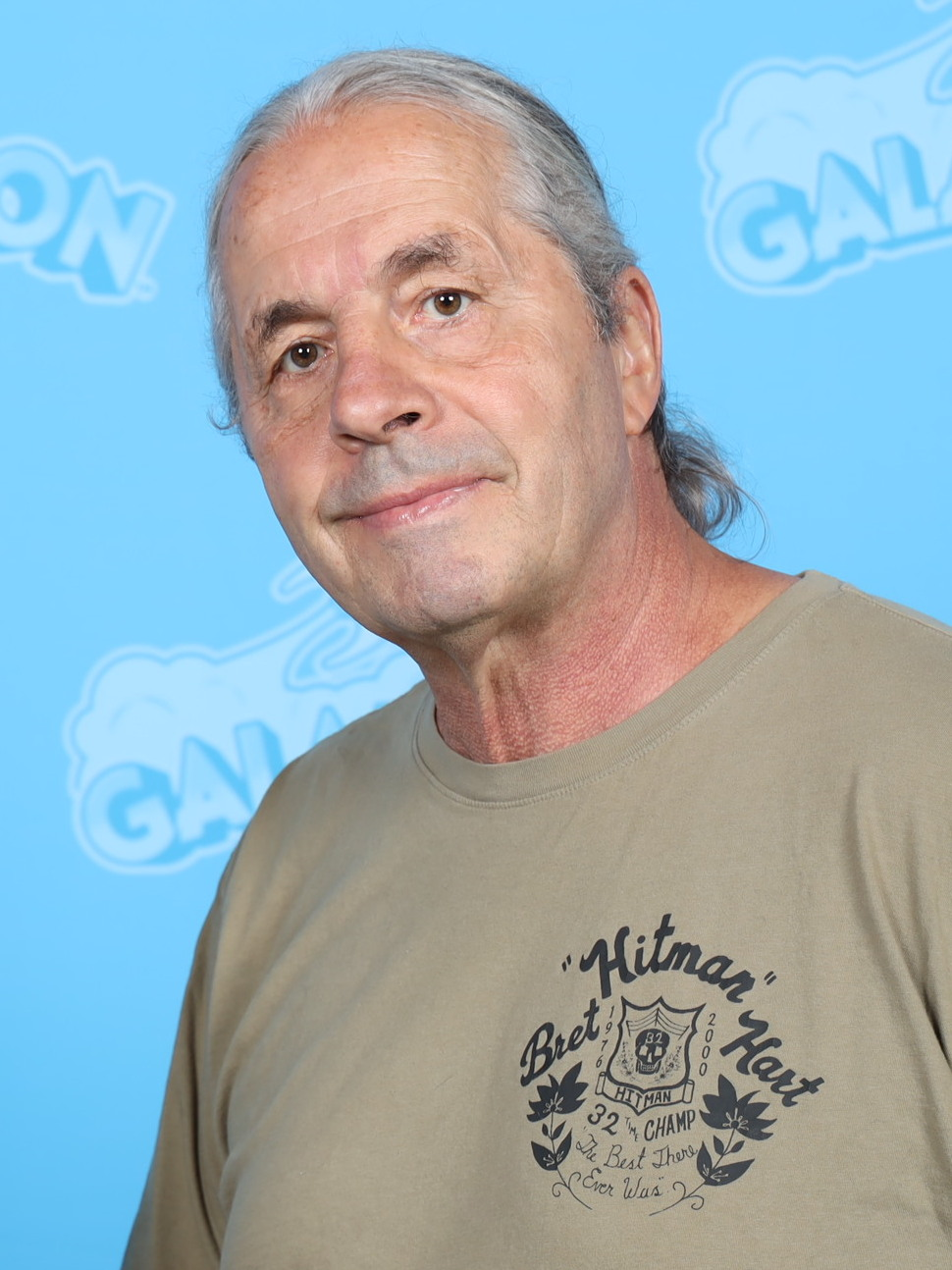
Bret Hart (* 1957)

- Hart, Brian (1936–2014), britischer Rennfahrer und Motorenentwickler
- Hart, Carey (* 1975), US-amerikanischer Motocrossfahrer
- Hart, Carl (* 1966), US-amerikanischer Neurowissenschaftler
- Hart, Carmen (* 1984), US-amerikanische Pornodarstellerin
- Hart, Caroline, britische ehemalige Biathletin
- Hart, Carter (* 1998), kanadischer Eishockeytorwart
- Hart, Charles (* 1961), britischer Liedtexter, Librettist und Songwriter
- Hart, Charles Calmer (1879–1955), US-amerikanischer Diplomat
- Hart, Charles E. (1900–1991), US-amerikanischer Offizier, Generalleutnant der US Army
- Hart, Christina (* 1949), US-amerikanische Schauspielerin
- Hart, Clinton (* 1977), US-amerikanischer American-Football-Spieler
- Hart, Clyde (1910–1945), US-amerikanischer Jazzmusiker (Pianist)
- Hart, Colin (1935–2025), britischer Boxsportexperte
- Hart, Cor van der (1928–2006), niederländischer Fußballspieler und -trainer
- Hart, Corey (* 1962), kanadischer Pop- und RockmusikerCorey Hart (* 1962)

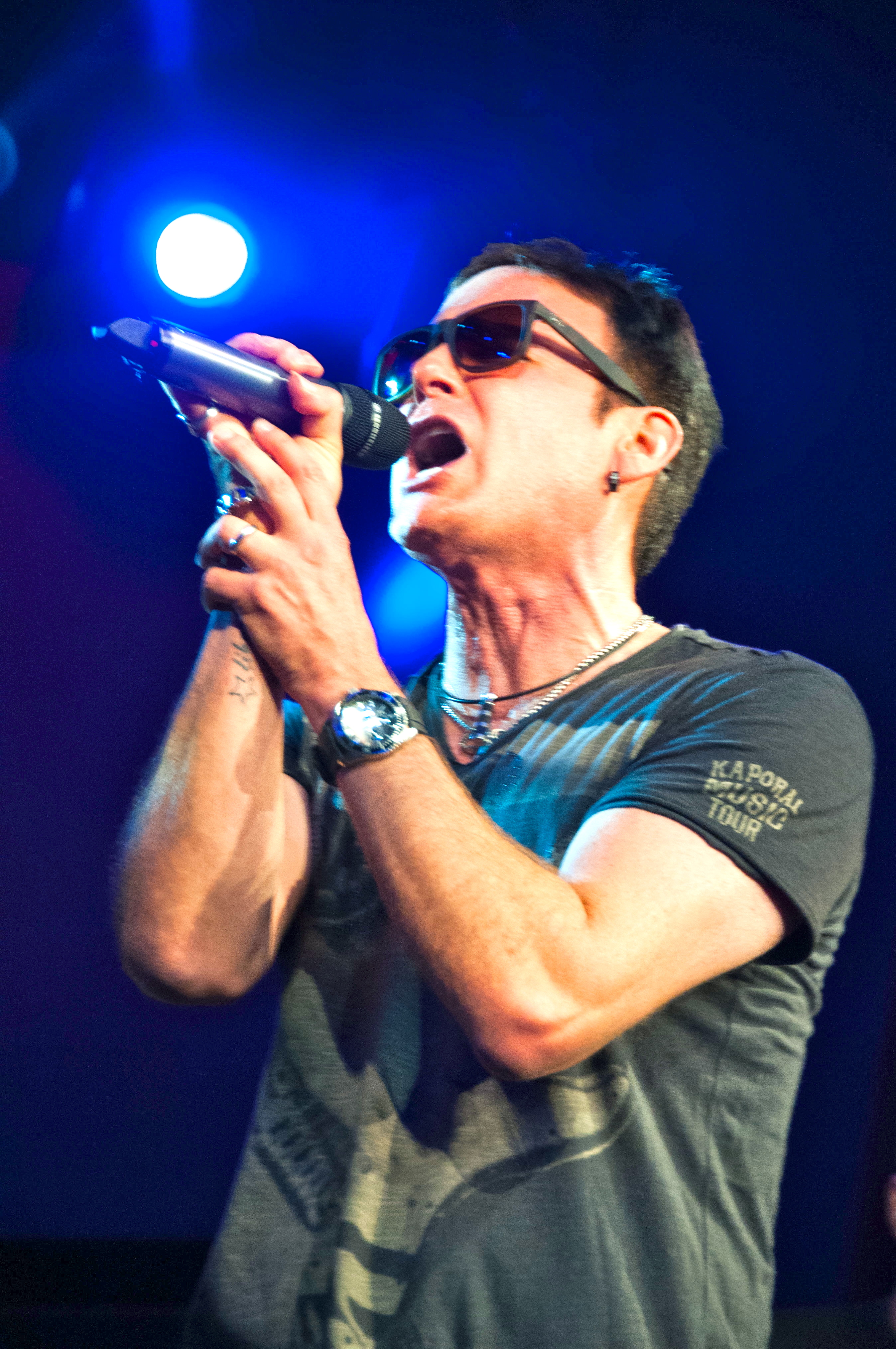
Corey Hart (* 1962)

- Hart, Dallas (* 1995), US-amerikanischer Schauspieler
- Hart, Daniel (* 1976), US-amerikanischer Musiker und Filmkomponist
- Hart, Daniel Anthony (1927–2008), US-amerikanischer Bischof von Norwich (USA)
- Hart, Danny (* 1991), englischer Mountainbiker
- Hart, David (* 1957), niederländischer Unternehmer und Autorennfahrer
- Hart, David Bentley (* 1965), US-amerikanischer orthodoxer Theologe, Philosoph, Religionswissenschaftler und Patristiker
- Hart, David Berry (1851–1920), schottischer Arzt, Chirurg und Hochschullehrer, Gynäkologe und Geburtshelfer
- Hart, Denis (* 1941), australischer Geistlicher, emeritierter römisch-katholischer Erzbischof von Melbourne
- Hart, Dennis (1951–2016), deutscher Komponist und Musiker
- Hart, Dieter (* 1940), deutscher Rechtswissenschaftler
- Hart, Dolores (* 1938), US-amerikanische Schauspielerin
- Hart, Doris (1925–2015), US-amerikanische Tennisspielerin
- Hart, Dorothy (1923–2004), US-amerikanische Schauspielerin
- Hart, Eddie (* 1949), US-amerikanischer Sprinter und Olympiasieger
- Hart, Edward J. (1893–1961), US-amerikanischer Politiker
- Hart, Edwina (* 1957), walisische Politikerin
- Hart, Elizur K. (1841–1893), US-amerikanischer Politiker
- Hart, Ellen (* 1949), US-amerikanische Schriftstellerin
- Hart, Emanuel B. (1809–1897), US-amerikanischer Jurist und Politiker
- Hart, Emily (* 1986), US-amerikanische Schauspielerin
- Hart, Esther (* 1970), niederländische Sängerin
- Hart, Eva (1905–1996), britische Überlebende des Untergangs der Titanic
- Hart, Ferdinand (1893–1937), tschechischer Schauspieler
- Hart, Florian (* 1990), österreichischer Fußballspieler
- Hart, Franz (1910–1996), deutscher Architekt und Hochschullehrer
- Hart, Freddie (1926–2018), US-amerikanischer Countrysänger
- Hart, Friedel (1913–1977), deutscher Schriftsteller, Journalist und Politiker (NDPD)
- Hart, Fritz (1874–1949), englischer Komponist und Dirigent
- Hart, Garry, Baron Hart of Chilton (1940–2017), britischer Politiker (Labour)
- Hart, Gary (* 1936), amerikanischer Politiker und Autor
- Hart, Gerhard (* 1889), deutscher Politiker, MdL
- Hart, Gottfried (1902–1987), deutscher Unternehmer, Politiker (CSU) und Verfassungsvater der Bayerischen Verfassung
- Hart, Graeme (* 1955), neuseeländischer Unternehmer
- Hart, Grant (1961–2017), US-amerikanischer Schlagzeuger, Gitarrist und Songschreiber
- Hart, Gustav (1864–1929), deutscher Architekt
- Hart, H. L. A. (1907–1992), britischer Rechtsphilosoph und Hochschullehrer
- Hart, Hannah (* 1986), US-amerikanische Webvideoproduzentin, Schauspielerin und Autorin
- Hart, Hans (1923–2016), deutscher Physiker, Professor für Messtechnik
- Hart, Harry (1905–1979), südafrikanischer Kugelstoßer, Diskuswerfer und Zehnkämpfer
- Hart, Harvey (1928–1989), kanadischer Filmregisseur und -produzent
- Hart, Heinrich (1855–1906), deutscher Autor, Literatur- und Theaterkritiker
- Hart, Ian (* 1964), britischer SchauspielerIan Hart (* 1964)

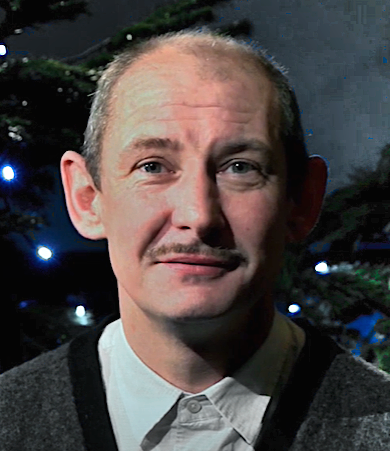
Ian Hart (* 1964)

- Hart, Jada (* 1998), US-amerikanerin Tennisspielerin
- Hart, Jakob Maria Josef (1886–1970), deutscher Priester, Dechant und Ehrendomherr
- Hart, James (1828–1901), schottisch-amerikanischer Maler der Düsseldorfer Schule
- Hart, James V. (* 1947), US-amerikanischer Drehbuchautor und Filmproduzent
- Hart, Jarrett (* 1980), US-amerikanisch-britischer Basketballspieler
- Hart, Jason (* 1976), US-amerikanischer Autorennfahrer
- Hart, Jay, Szenenbildner
- Hart, Jesse (* 1989), US-amerikanischer Boxer im Supermittelgewicht
- Hart, Jessica (* 1986), australisches Model
- Hart, Jim (* 1983), britischer Jazzmusiker
- Hart, Jimmy (* 1944), US-amerikanischer Musiker, Komponist und Wrestling-Promoter
- Hart, Joe (1944–2022), US-amerikanischer Politiker
- Hart, Joe (* 1987), englischer FußballtorwartJoe Hart (* 1987)

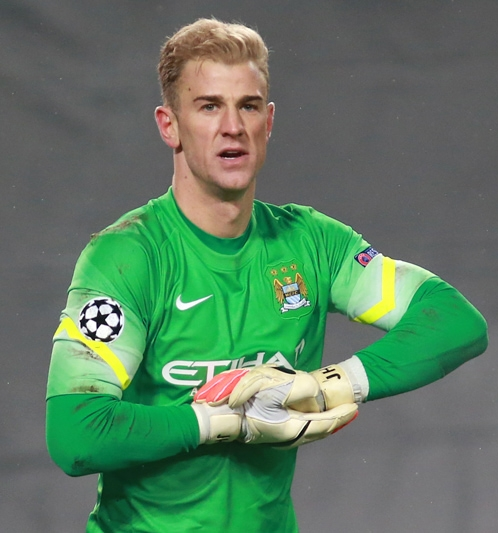
Joe Hart (* 1987)

- Hart, Johann Christoph (1641–1719), deutscher Orgelbauer
- Hart, John († 1740), Gouverneur der Province of Maryland und der Leeward Islands
- Hart, John († 1779), britischer Farmer und Politiker
- Hart, John (1805–1874), englischer Geigenbauer
- Hart, John (1809–1873), australischer Politiker, dreimaliger Premierminister von South Australia
- Hart, John (1879–1957), kanadischer Politiker
- Hart, John (1917–2009), US-amerikanischer Schauspieler
- Hart, John (* 1961), US-amerikanischer Jazz-Gitarrist
- Hart, John (* 1965), US-amerikanischer Krimi-Schriftsteller
- Hart, Johnny (1931–2007), US-amerikanischer Cartoon-Zeichner
- Hart, Jonathan Locke (* 1956), kanadischer Literaturwissenschaftler und Lyriker
- Hart, Jonn (* 1989), US-amerikanischer Musiker
- Hart, Jordan (* 1995), walisische Badmintonspielerin, die unter polnischer Flagge antritt
- Hart, Joseph Hubert (1931–2023), US-amerikanischer Geistlicher, römisch-katholischer Bischof von Cheyenne
- Hart, Joseph Johnson (1859–1926), US-amerikanischer Politiker
- Hart, Josephine (1942–2011), irisch-britische Schriftstellerin, Verlegerin, Theaterproduzentin und Fernsehmoderatorin
- Hart, Josh (* 1995), US-amerikanischer BasketballspielerJosh Hart (* 1995)

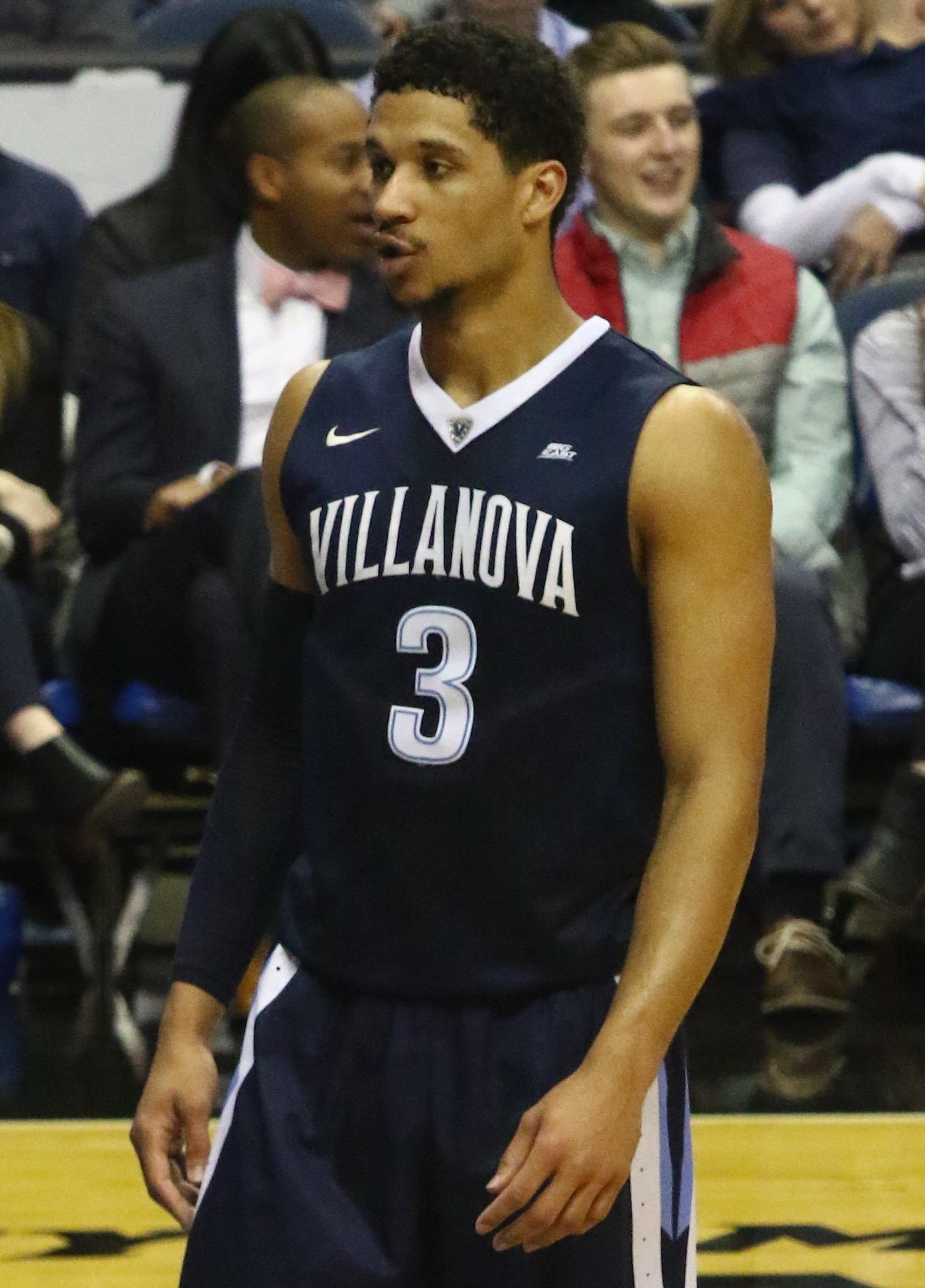
Josh Hart (* 1995)

- Hart, Judith, Baroness Hart of South Lanark (1924–1991), britische Politikerin (Labour Party), Mitglied des House of Commons
- Hart, Julius (1859–1930), deutscher Dichter und Dramatiker des Naturalismus und Literaturkritiker
- Hart, Jürgen (1942–2002), deutscher Kabarettist
- Hart, Katrin (* 1950), deutsche Kabarettistin
- Hart, Kees ’t (* 1944), niederländischer Schriftsteller und Dichter
- Hart, Kevin (* 1954), australischer Dichter und Literaturkritiker
- Hart, Kevin (* 1979), US-amerikanischer Schauspieler und ComedianKevin Hart (* 1979)

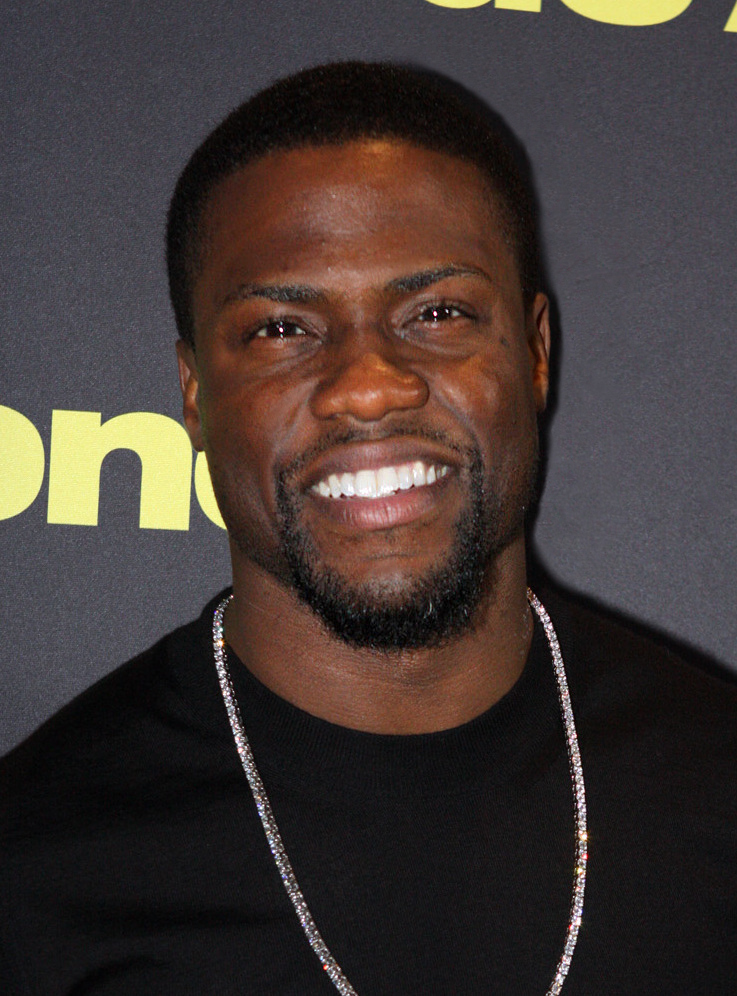
Kevin Hart (* 1979)

- Hart, Klaus (* 1949), deutscher Buchautor, Auslandskorrespondent, Journalist
- Hart, Kurt (* 1945), deutscher Film- und Fernsehschauspieler
- Hart, LaGena (* 1961), US-amerikanische Film- und Fernsehschauspielerin
- Hart, Larry (* 1946), US-amerikanischer Hammerwerfer
- Hart, Lenny (1919–1974), US-amerikanischer Vermögensverwalter der Band Grateful Dead
- Hart, Leon (1928–2002), US-amerikanischer Footballspieler
- Hart, Letitia Bonnet (1867–1953), US-amerikanische Malerin
- Hart, Lois (* 1950), US-amerikanische Journalistin und Nachrichtensprecherin
- Hart, Lorenz (1895–1943), US-amerikanischer Musicalautor
- Hart, Louis F. (1862–1929), US-amerikanischer Politiker
- Hart, Ludovico Wolfgang (1836–1919), englischer Fotograf und Erfinder
- Hart, Luise (* 1997), deutsche Schauspielerin
- Hart, Maarten ’t (* 1944), niederländischer Schriftsteller
- Hart, Manfred (* 1953), deutscher Journalist
- Hart, Marie (1856–1924), elsässische Schriftstellerin
- Hart, Marisa (* 1986), deutsche Schriftstellerin, Bloggerin und Fotografin
- Hart, Marvin (1876–1931), US-amerikanischer Boxweltmeister im Schwergewicht
- Hart, Matthias (* 1979), deutscher Eishockeyspieler
- Hart, Megan Marie (* 1983), amerikanische Opernsängerin
- Hart, Melissa (* 1962), US-amerikanische Politikerin
- Hart, Melissa Joan (* 1976), US-amerikanische Schauspielerin, Synchronsprecherin, Filmproduzentin und RegisseurinMelissa Joan Hart (* 1976)

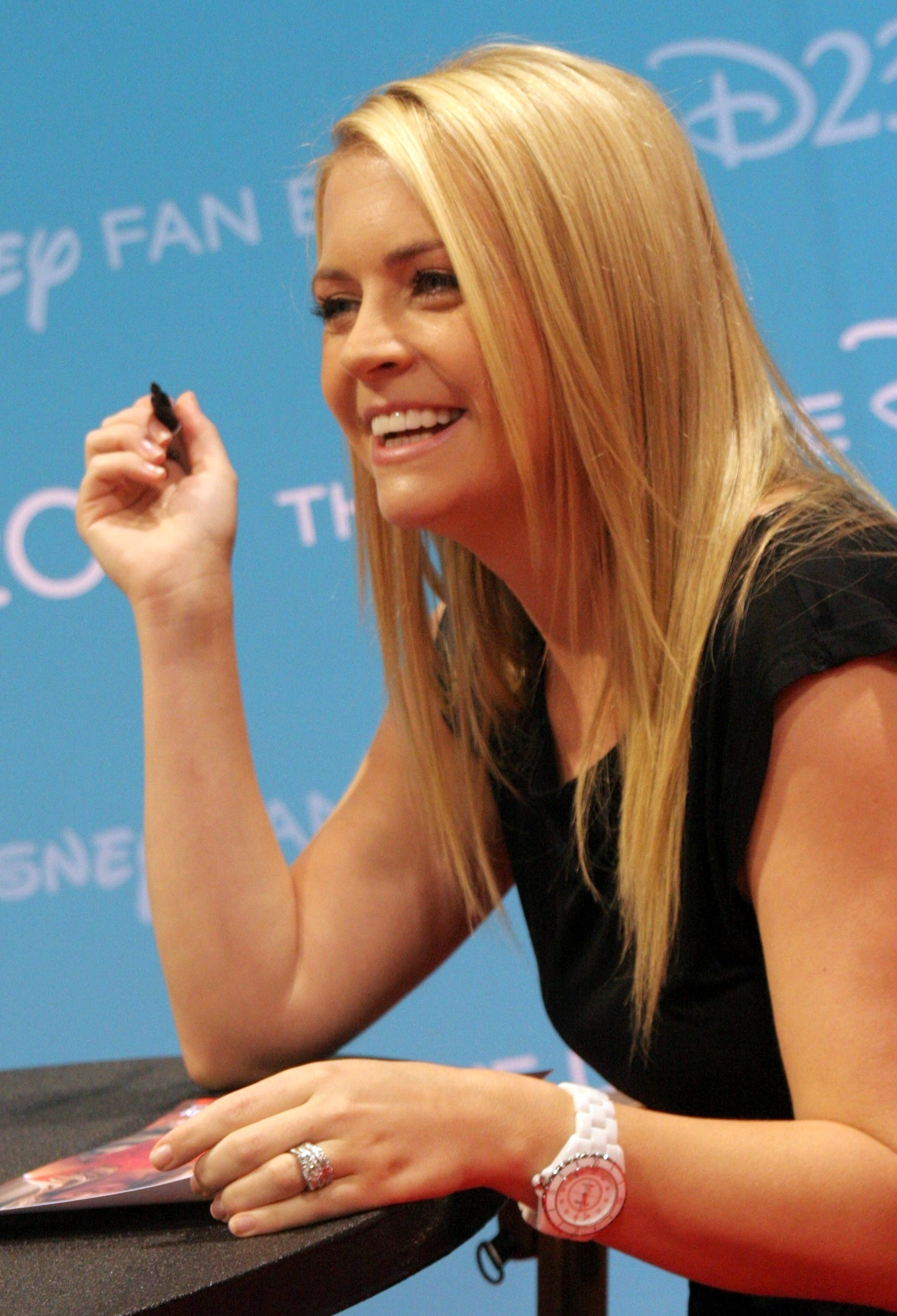
Melissa Joan Hart (* 1976)

- Hart, Michael (* 1951), britischer Ruderer
- Hart, Michael H. (* 1932), US-amerikanischer Astrophysiker
- Hart, Michael J. (1877–1951), US-amerikanischer Politiker
- Hart, Michael S. (1947–2011), US-amerikanischer Autor und Internetpionier
- Hart, Mickey (* 1943), US-amerikanischer Schlagzeuger und Perkussionist
- Hart, Mike (1943–2016), englischer Singer-Songwriter und Poet
- Hart, Mike, US-amerikanischer Pokerspieler
- Hart, Miranda (* 1972), britische Schauspielerin, Autorin und Stand-up-Kabarettistin
- Hart, Morgan (* 1958), US-amerikanische Schauspielerin
- Hart, Moses (1675–1756), englischer Geschäftsmann
- Hart, Moss (1904–1961), US-amerikanischer Schriftsteller
- Hart, Myrtle (1877–1966), US-amerikanische Harfenistin
- Hart, Nathan (* 1993), australischer Bahnradsportler
- Hart, Oliver (* 1948), US-amerikanischer Ökonom
- Hart, Onno van der (* 1941), niederländischer Psychologe
- Hart, Ossian B. (1821–1874), US-amerikanischer Jurist und Politiker
- Hart, Owen (1965–1999), kanadischer WrestlerOwen Hart (1965–1999)

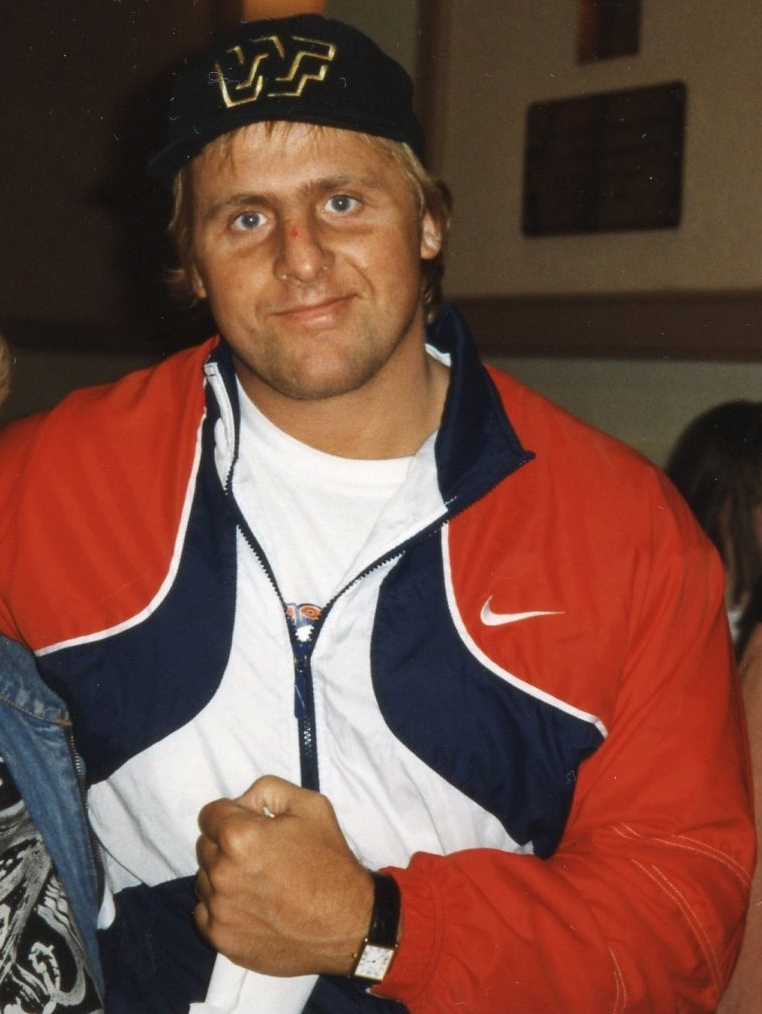
Owen Hart (1965–1999)

- Hart, Parker T. (1910–1997), US-amerikanischer Diplomat, Botschafter im Jemen, Kuwait, Saudi-Arabien und der Türkei sowie Assistant Secretary of State
- Hart, Paul (1884–1970), deutscher Verwaltungsbeamter und Politiker
- Hart, Paul (* 1953), englischer Fußballspieler und Fußballtrainer
- Hart, Pearl (* 1871), kanadische Banditin des sogenannten Wilden Westens
- Hart, Philip (1912–1976), US-amerikanischer Jurist und Politiker (Demokratische Partei)
- Hart, Presley (* 1988), US-amerikanische Pornodarstellerin
- Hart, Pro (1928–2006), australischer Maler
- Hart, Richard (* 1968), kanadischer Curler
- Hart, Rick, US-amerikanischer Tonmeister
- Hart, Robert (* 1958), britischer Rockmusiker und SongwriterRobert Hart (* 1958)

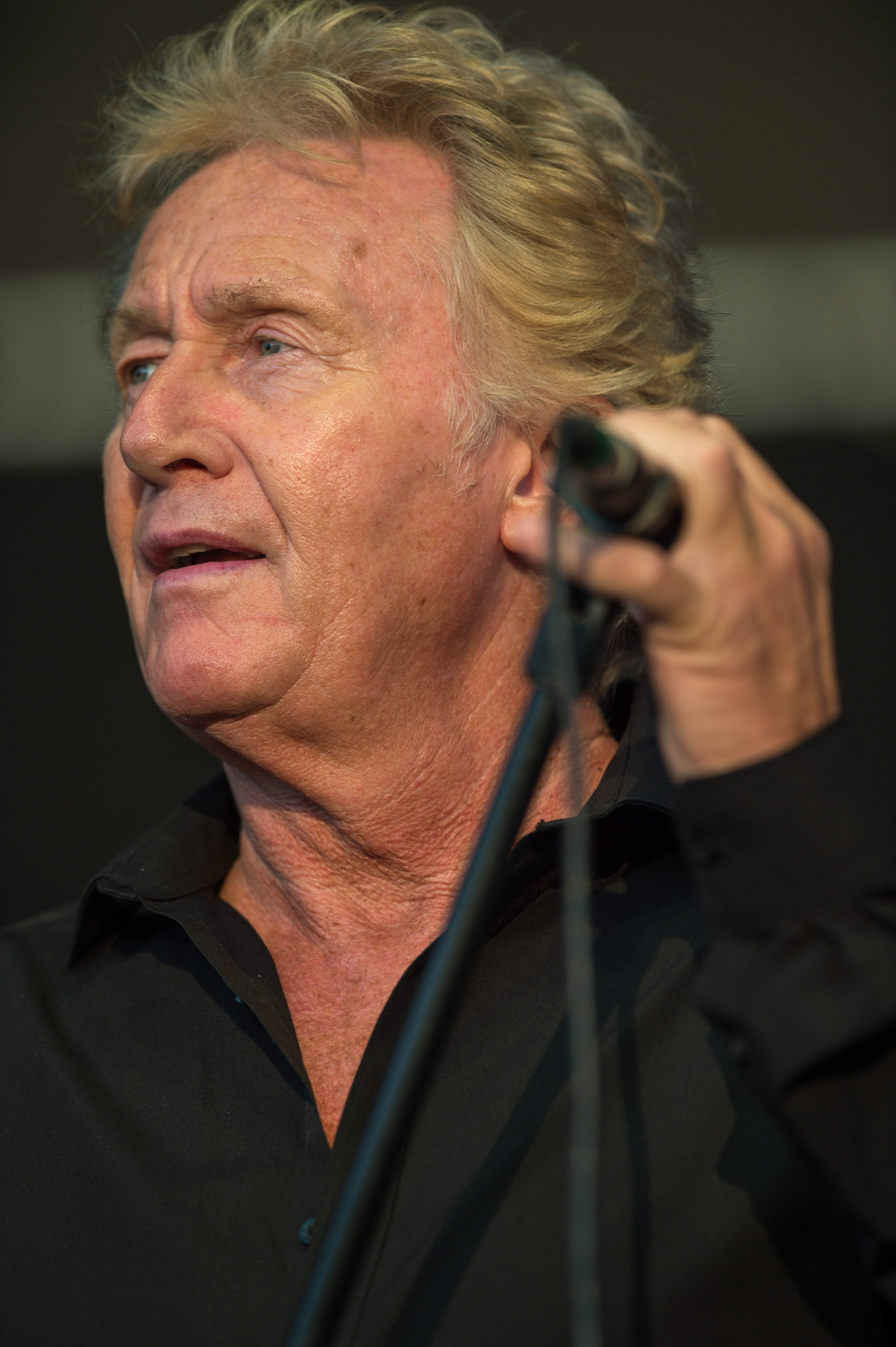
Robert Hart (* 1958)

- Hart, Rose (1942–2012), ghanaische Sprinterin, Hürdenläuferin, Diskuswerferin und Kugelstoßerin
- Hart, Roswell (1824–1883), US-amerikanischer Politiker
- Hart, Roxanne (* 1952), US-amerikanische Schauspielerin
- Hart, Salomon Alexander (1806–1881), englischer Maler
- Hart, Shavez (1992–2022), bahamaischer Leichtathlet
- Hart, Shirley (1932–2019), britische Sängerin
- Hart, Simon (* 1963), britischer Offizier und Politiker (Conservative Party), Mitglied des House of Commons und Minister für Wales
- Hart, Simone (* 1994), österreichische Kamerafrau
- Hart, Stanley R. (* 1935), US-amerikanischer Geologe und Geochemiker
- Hart, Stu (1915–2003), kanadischer Wrestler, Wrestlingtrainer und Promoter
- Hart, Susanne (1927–2010), südafrikanische Tierärztin und Umweltschützerin
- Hart, Tanja (* 1974), deutsche Volleyballnationalspielerin
- Hart, Terry (* 1946), US-amerikanischer Astronaut
- Hart, Thomas C. (1877–1971), US-amerikanischer Admiral und Politiker
- Hart, Tim (1948–2009), britischer Folksänger und -gitarrist
- Hart, Tony (1925–2009), britischer Künstler und Fernsehmoderator
- Hart, Varty (1922–2007), US-amerikanischer Jazzmusiker und Clubbesitzer
- Hart, Veronica (* 1956), US-amerikanische Pornodarstellerin, Schauspielerin, Produzentin, Regisseurin und Drehbuch-AutorinVeronica Hart (* 1956)

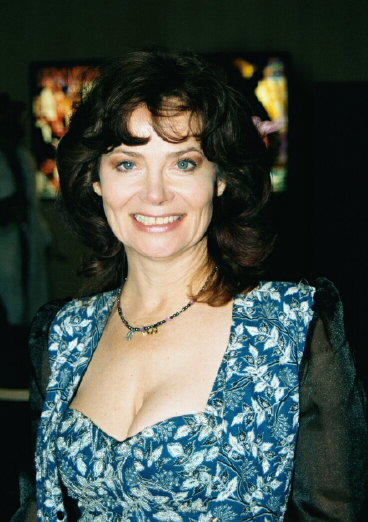
Veronica Hart (* 1956)

- Hart, Wayne (* 1949), kanadischer Curler
- Hart, William (1823–1894), schottisch-amerikanischer Landschafts- und Tiermaler
- Hart, William S. (1864–1946), US-amerikanischer Filmschauspieler, Regisseur, Drehbuchautor und Produzent der Stummfilmära
- Hart, Willow Sage (* 2011), US-amerikanische Sängerin
- Hart, Wolf (1911–2002), deutscher Kameramann, Kulturfilmproduzent, Drehbuchautor und Dokumentarfilmregisseur
- Hart-Bennett, William (1861–1918), britischer Kolonialgouverneur
- Hart-Moxon, Kitty (* 1926), polnisch-britische Holocaustüberlebende
- Hart-Nijburg, Mirjam (1920–2015), niederländische Lithografin, Holzschnitzerin und Malerin